# 伊蘇姆弗洛伊特河

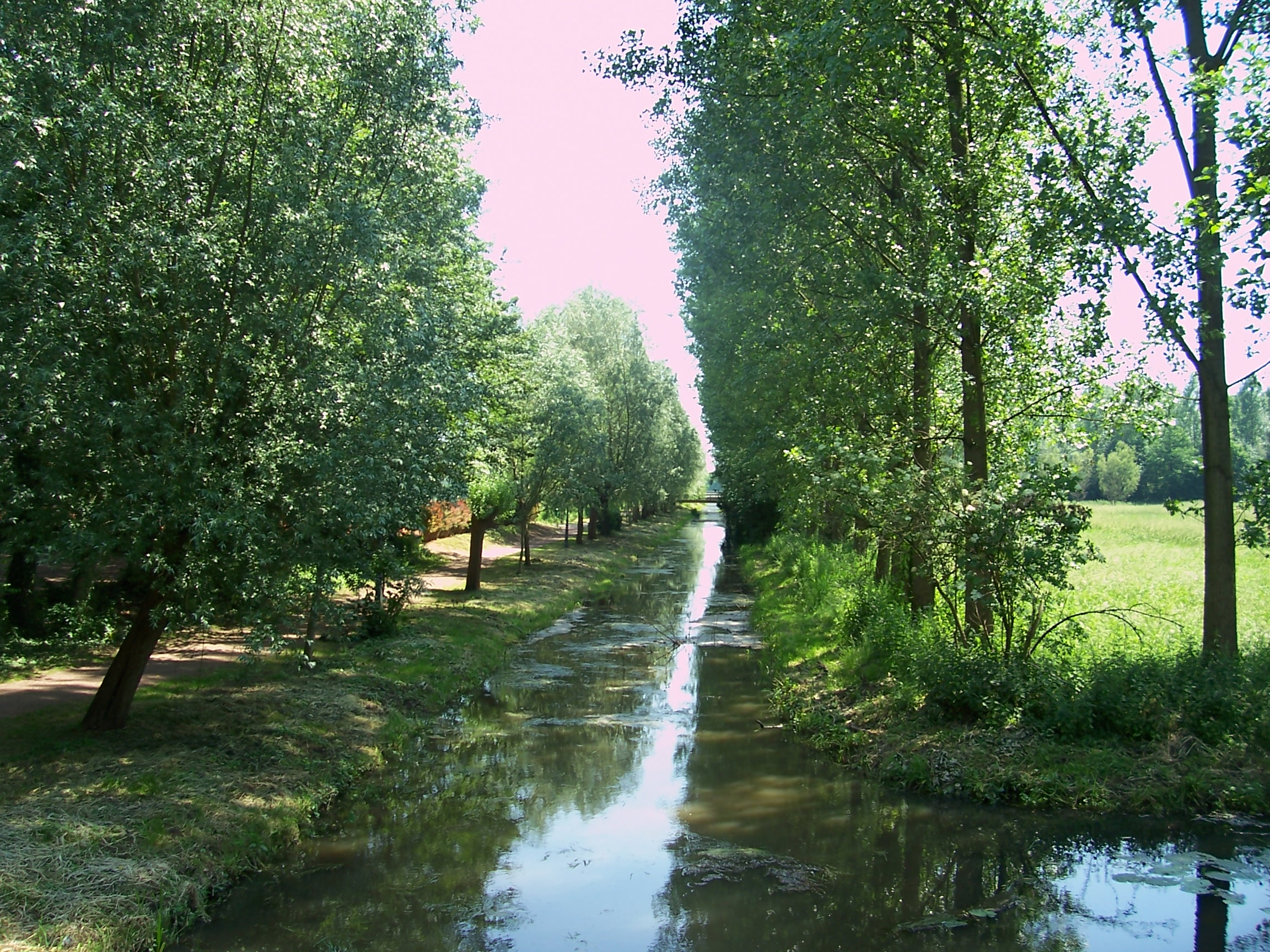

51°35′19.95″N 6°17′6.85″E / 51.5888750°N 6.2852361°E
伊蘇姆弗洛伊特河（德語：Issumer Fleuth），是德國的河流，位於該國西部，處於北萊茵-威斯特法倫州，屬於尼爾斯河的右支流，河道全長24.8公里，流域面積129.1平方公里。